# Saigon Kick
Saigon Kick es una banda de rock estadounidense, formada en 1988 en Florida.

## Historia
La alineación de la banda en sus dos primeros discos estuvo conformada por Matt Kramer en voces, Jason Bieler en guitarras, Tom Defile en el bajo y Phil Varone en la batería. Después de su segundo disco, The Lizard, Matt Kramer y Tom Defile abandonaron la agrupación, y Jason Bieler tomó su puesto en guitarra y voz principal para el disco de 1993 Water. Su canción más exitosa y popular fue "Love Is On The Way", cuyo vídeoclip se mantuvo en el top 10 del canal MTV durante muchas semanas.
Para su cuarto disco, Devil in the Details, se unió el guitarrista Pete Dembrowski. En 1996 la banda se desintegró, pero años más tarde se editaron dos discos más y un recopilatorio en directo con lo mejor de su trayectoria.

## Miembros de la banda

### Miembros actuales
- Matt Kramer – voz (1988–1993, 1997, 2000, 2012–presente)
- Jason Bieler – lead guitar, vocals (1988–1999, 2012–presente)
- Chris McLernon - bajo (1992-1997, 2012-2015, 2017-presente)
- Steve Gibb - guitarra (2017–presente)
- Jonathan Mover – batería (2017–presente)

### Miembros anteriores
- Phil Varone – batería (1988–1996, 2000, 2012–2015)
- Tom Defile – bajo (1990–1992, 2000, 2014)
- Pete Dembrowski – guitarra (1993–1999)
- Ricky Sanders – batería (1997–1999)
- Sean Puckett - bajo (1988-1990)

### Miembros en vivo anteriores
- Jeff Blando – guitarra (2000)
- Atom Ellis - bajo (2015-2017)

## Discografía
- Saigon Kick (1991)
- The Lizard (1992)
- Water (1993)
- Devil In The Details (1995)
- Greatest Mrs.: The Best of Saigon Kick (1998)
- Moments From The Fringe (1998)
- Bastards (1999)
- Greatest Hits Live (2000)